# 詹姆士·內皮亞·羅伯森
詹姆士·內皮亞·羅伯森（James William Napier Robertson，1982年3月24日—）是紐西蘭的一位作家、電影導演和製作人，他是2014年電影黑馬的導演，並且憑藉這部電影獲得了2014年紐西蘭電影獎。他也曾經是一位演員，出演過莎士比亞戲劇。